# Tiest van Gestel
Jan Baptist Jozef "Tiest" van Gestel (Goirle, Brabant del Nord, 20 de març de 1881 - Goirle, 9 de febrer de 1969) va ser un tirador amb arc neerlandès que va competir a començaments del segle xx.
El 1920 va prendre part en els Jocs Olímpics d'Anvers, on va disputar una prova del programa de tir, el tir a l'ocell mòbil, 28 m. per equips, en què guanyà la medalla d'or.